# Utagoe
Utagoe (謡声(ウタゴエ) , övers. Sångröst?) är en singel av det japanska rockbandet MUCC. Den släpptes i två olika utföranden: en begränsad utgåva med en bonus-DVD och en standardutgåva med en nyinspelning av "Samidare" från Akaban. Singeln introducerade en ny, poprockigare stil hos bandet och placerade sig som bäst på en sjundeplats på inhemska Oricons topplista, efter att ha sålts i 14 057 exemplar under första försäljningsveckan.

## Låtlista
1. "Utagoe" (謡声(ウタゴエ))
2. "Doshaburi no Shousha" (どしゃぶりの勝者)
3. "Samidare" (五月雨)*

* Endast på standardutgåvan.

### Bonus-DVD
Endast med den begränsade utgåvan

"MUCC World Tour 2006 Special Document" (speltid ca 54 min.)